# Barice (Plandište)
Pour les articles homonymes, voir Barice.
Barice (en serbe cyrillique : Барице ; en hongrois : Szentjános) est un village de Serbie situé dans la province autonome de Voïvodine. Il fait partie de la municipalité de Plandište dans le district du Banat méridional. Au recensement de 2011, il comptait 501 habitants.

## Démographie

### Évolution historique de la population
| 1948  | 1953  | 1961  | 1971  | 1981  | 1991 | 2002 | 2011 |
| ----- | ----- | ----- | ----- | ----- | ---- | ---- | ---- |
| 1 332 | 1 359 | 1 331 | 1 259 | 1 044 | 887  | 598  | 501  |

|  |